# Ставропигия
Ставропигия (на гръцки: σταυροπήγια, от σταυρός – „кръст“ и πηγνύω – „забивам“) означава манастир или църква, които са под пряката юрисдикция на върховната църковна власт в една страна, в България – Светия синод.
Съществува следният обичай: „При основаването на манастир в основата му се забива кръст. Когато кръстът не е забит от епархийския епископ, а от патриарха, тези манастири се наричат ставропигиални – те имат самостойно управление.“

## Ставропигии в България
Според чл. 162 от Устава на Българската православна църква:
1. Манастирите се делят на ставропигиални и епархийски. Ставропигиалните са подчинени на Светия синод, а епархийските — на местния епархийски митрополит.[4]
2. Ставропигиални манастири се основават или провъзгласяват по решение на Св. Синод (само в пълен състав[5]), а епархийски се основават с благословението на епархийския архиерей и одобрението на Светия синод само ако са осигурени средства за издръжката им.[6] Ставропигиалните храмове и манастири са под пряката административна и духовна опека на Светия синод на БПЦ (към тях спадат и храмовете при двете духовни училища на БПЦ — Софийската и Пловдивската духовна семинария).[7]
3. Ставропигиални манастири са Рилският, Бачковският и Троянският.[8]

Само Светият синод (в пълен състав):
- има право да открива, провъзгласява и закрива ставропигиални манастири;[9]
- може да приема бюджетите на ставропигиалните манастири, Патриаршеския катедрален ставропигиален храм-паметник „Свети Александър Невски“ и духовните училища;[10]]

При провъзгласяването на един манастир за ставропигиален игуменът му си сменя статута — от архимандрит става епископ.
На територията на България ставропигиалните манастири са три:
- Бачковският манастир „Успение Богородично“ — този ставропигиален статут се дължи на ромейския сановник Григорий Бакуриани, още от основаването на манастира през 1083 г.[12]
- Рилският манастир „Свети Иван Рилски“.
- Троянският манастир „Успение Богородично“ — статутът му на ставропигиален манастир, подчинен на Цариградската патриаршия, е обявен на 4 декември 1830 г. с грамота, подписана от патриарх Константий I Константинополски и от всички митрополити.[13]

Ставропигиален храм е и патриаршеската катедрала „Свети Александър Невски“. Този статут храмът получава след дълги дебати през 1924 г. От самото си основаване Софийската духовна семинария „Свети Йоан Рилски“ също има статут на ставропигия.
В Света гора има 20 ставропигиални манастира, сред които е и българският Зографски манастир.

## Ставропигии в Северна Македония
Ставропигиални манастири под управлението на Македонската православна църква:
- Лесновският манастир „Свети Гаврил Лесновски“ в село Лесново;
- Калищкият манастир „Успение на Пресвета Богородица“ в стружкото село Калища.[16];

## Български ставропигии в миналото
- През 50-те години на XX век ставропигии са били още Поморийският и Преображенският манастир.[17]
- Според някои източници[15] ставропигиален към 1936 г. е бил и Куриловският манастир „Свети Иван Рилски“.
- При основаването си през 1345 г. Драгалевският манастир „Света Богородица Витошка“ също е бил ставропигиален.[18][19]
- През периода, в който Богословският факултет при Софийския университет „Свети Климент Oхридски“ е отделен от Алма матер, съществувалата на негово място Духовна академия също е имала ставропигиален статут.